# Osiek-Pole
Osiek-Pole – nieoficjalny przysiółek wsi Osiek w Polsce, położony w województwie pomorskim, w powiecie starogardzkim, w gminie Osiek.
Obecnie ma status ulicy we wsi Osiek o nazwie os. Polne.
Miejscowość położona jest w kompleksie leśnym Borów Tucholskich.
W latach 1975–1998 miejscowość położona była w województwie gdańskim.